# Rauenhaus
Rauenhaus ist ein Wohnplatz in der bergischen Großstadt Solingen.

## Geographie
Der Wohnplatz Rauenhaus liegt im Osten des Stadtteils Gräfrath direkt an der Lützowstraße im Kreuzungsbereich zur Dycker Straße. Östlich von Rauenhaus liegt die Hofschaft Ketzberg, südöstlich liegt der evangelische Friedhof Ketzberg mit der Friedhofskapelle. südlich an der Lützowstraße liegt Ringelshäuschen. Dort befindet sich auch die evangelische Kirche Ketzberg. Im Westen liegt das Gewerbe- und Industriegebiet Dycker Feld und die Wüstung der Ortslage Dyck. Nördlich an der Lützowstraße liegen Paashaus sowie Neuenhaus.

## Etymologie
Der Ortsname Rauenhaus bezeichnet ein Haus eines Besitzers mit dem Familiennamen Rau oder Rauh. Dies muss jedoch nicht zwangsläufig der Erbauer des Hauses gewesen sein.

## Geschichte
Auf der Trasse der heutigen Lützowstraße verlief in der frühen Neuzeit eine Transportstrecke für Kohlen in die Stadt Solingen. Entlang dieser alten Kohlenstraße entstanden auf dem Abschnitt zwischen dem I. Stockdum und Laiken im Laufe der Zeit einige Ortschaften, darunter auch Rauenhaus, das seit dem 18. Jahrhundert nachweisbar ist. In dem Kartenwerk Topographia Ducatus Montani von Erich Philipp Ploennies, Blatt Amt Solingen, aus dem Jahre 1715 ist der Ort als Einzelkotten verzeichnet und als Rauhenhus benannt. Der Ort gehörte zur Honschaft Ketzberg innerhalb des Amtes Solingen. Die Topographische Aufnahme der Rheinlande von 1824 verzeichnet den Ort als Rauhenhaus und die Preußische Uraufnahme von 1844 als Rauenhaus. In der Topographischen Karte des Regierungsbezirks Düsseldorf von 1871 ist der Ort ebenfalls als Rauenhaus verzeichnet.
Nach Gründung der Mairien und späteren Bürgermeistereien Anfang des 19. Jahrhunderts gehörte Rauenhaus zur Bürgermeisterei Gräfrath. 1815/16 lebten 25 Einwohner, 1830 29 Menschen im als Weiler kategorisierten Ort. 1832 war Rauenhaus weiterhin Teil der Honschaft (Ketz-)Berg innerhalb der Bürgermeisterei Gräfrath. Der nach der Statistik und Topographie des Regierungsbezirks Düsseldorf als Hofstadt kategorisierte Ort besaß zu dieser Zeit drei Wohnhäuser, eine Fabrik bzw. Mühle und vier landwirtschaftliche Gebäude. Zu dieser Zeit lebten 31 Einwohner im Ort, davon 16 katholischen und 15 evangelischen Bekenntnisses. Die Gemeinde- und Gutbezirksstatistik der Rheinprovinz führt den Ort 1871 mit 17 Wohnhäusern und 150 Einwohnern auf. Im Gemeindelexikon für die Provinz Rheinland werden 1885 24 Wohnhäuser mit 133 Einwohnern angegeben. 1895 besitzt der Ortsteil 19 Wohnhäuser mit 128 Einwohnern, 1905 werden 23 Wohnhäuser und 171 Einwohner angegeben.
Mit der Städtevereinigung zu Groß-Solingen im Jahre 1929 wurde Rauenhaus ein Ortsteil Solingens. Die Bebauung des Ortes wuchs nach dem Zweiten Weltkrieg entlang der Lützowstraße mit den Nachbarorten Ringelshäuschen, Paashaus und Ketzberg zusammen. Die Ortsbezeichnung Rauenhaus ist bis heute im Solinger Stadtplan verzeichnet, wenngleich die heute noch vorhandenen Gebäude zur Lützow- und zur Dycker Straße nummeriert sind.